# أبيل ستيرنز
أبيل ستيرنز هو رائد أعمال وسياسي أمريكي، ولد في 9 فبراير 1798 في لونينبرغ (ماساتشوستس) في الولايات المتحدة، وتوفي في 23 أغسطس 1871 في سان فرانسيسكو في الولايات المتحدة. انتخب عمدة لوس أنجلوس ‏.